# Darsheel Safary

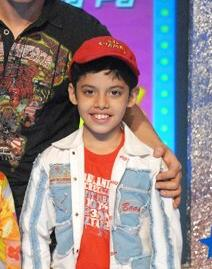
Darsheel Safary 2008

Darsheel Safary, né le 9 mars 1996 en Inde, est un acteur indien.
Il est connu pour son rôle de jeune dyslexique dans le film Taare Zameen Par (Des étoiles sur la terre), réalisé et produit par Aamir Khan. Ce rôle a valu à ce jeune acteur de 11 ans une nomination comme meilleur acteur aux Filmfare Awards 2008 (équivalent indien des Césars ou des Oscars) face entre autres à Shahrukh Khan, Abhishek Bachchan et Akshay Kumar. Il est à ce jour le seul enfant nommé dans cette catégorie.
Après avoir auditionné des centaines de petits garçons, Darsheel Safary est repéré dans une école de danse par le scénariste, Amol Gupte. Tout de suite convaincu, il lui propose le rôle principal de Taare Zameen Par : Ishaan Awasti un garçon dyslexique, incompris par l'école et ses parents qui, ignorant son handicap, lui reprochent ses mauvais résultats scolaires. Proche de son frère aîné, fierté de la famille et doué au tennis, Ishaan se réfugie dans le dessin et préfère se promener dans les rues de son quartier et s'évader dans son monde imaginaire. Un jour alors qu'il fait l'école buissonnière, son frère le protège en faisant un mot qui l'excuse, mais le père découvre la supercherie et décide d'inscrire son fils dans un pensionnat. Ishaan vit mal cet éloignement d'autant plus qu'il est pris en grippe par un professeur qui réussit à le dégouter du seul loisir qui le protège du monde des adultes, le dessin. Ishaan se coupe peu à peu des enfants et se mure en silence dans la colère. Ses parents, persuadés d'agir pour le bien de l'enfant, refusent de le retirer de cet établissement. Mais alors qu'il envisage le pire, un élève lui annonce l'arrivée d'un nouveau professeur, Ram Shankar Nikumbh (Aamir Khan), qui voyant la détresse de l'enfant, décide de l'aider.
L'interprétation de Darsheel Safary a ému Bollywood et le film a été un succès au box office. Il a aussi permis un nouveau regard sur les films avec des enfants dans l'industrie du cinéma indien.
En outre, le film a dépassé les frontières indiennes et le DVD a été distribué à l'international par Walt Disney Company, marquant ainsi la première fois qu'un studio international achète les droits vidéos d'un film indien.
Le film a été projeté à Paris en 2010, lors du premier Forum mondial sur la dyslexie organisé par l'UNESCO.
Tout en poursuivant sa scolarité, Darsheel Safary assure de nombreux contrats publicitaires. En 2010, il joue dans Bumm Bumm Bole, remake de Les Enfants du ciel, réalisé par Priyadarshan et, en compagnie d'Anupam Kher, dans Zokkomon, film fantastique de Satyajit Bhatkal.

## Récompenses
- Filmfare Awards 2008

Prix du meilleur acteur décerné par les critiques
- Star Screen Awards 2008

Prix spécial du jury et Prix du meilleur enfant acteur
- Zee Cine Awards 2008

Prix du meilleur acteur décerné par les critiques et Prix du meilleur espoir (enfant acteur)
- V. Shantaram Awards

Prix du meilleur acteur dans le rôle principal